# 阿曼达·佩尔基
阿曼达·佩尔基（英語：Amanda Pelkey，1993年5月29日—），美国女子冰球运动员，场上位置是前锋。她曾代表美国国家队参加2018年冬季奥林匹克运动会冰球比赛，获得一枚金牌。